# Бурая жаба
Бурая жаба (Rhaebo guttatus) — вид жаб из семейства настоящие жабы, обитает в бассейне реки Амазонка (Боливия, Бразилия, Колумбия, Эквадор, Перу, Венесуэла, а также Гвиана, Гайана и Суринам). Популяция из южной части Перу, Боливии и Бразилии может представлять собой новый вид Rhaebo ecuadorensis, описанный в 2012 году.

## Описание
Самцы длиной 15 см, самки крупнее — 17,4 см, возможно и до 25 см. Окраска верхней части тела коричневого или красновато-коричневого цвета. Для вида характерен предглазничный бугорок, который присутствует даже у молодых особей. Бурая жаба способна выделять яд из желёз позади глаз, известный как буфотоксин. У человека этот яд может вызвать сердечную недостаточность при проглатывании. Яд является основным способом защиты от хищников.

## Среда обитания и охрана
Природной средой обитания вида являются тропические влажные низменные леса. Основной угрозой для вида является потеря среды обитания.